# Dandi Mahadevi
Mahrajadhiraja Parmesvari Dandi Mahadevi – władczyni Tosali i Kongody (obecnie Indie) w latach 916–923, córka i następczyni Gouri Mahadevi.
Zmarła w młodym wieku. Jej następczynią została Vakula Mahadevi.